# Janusz Grochulski
Janusz Grochulski (ur. 14 grudnia 1913 w Pruszkowie-Żbikówku, zm. 27 czerwca 2003 w Warszawie) – polski doktor inżynier budownictwa wodnego, polityk.

## Życiorys
W czasie I wojny światowej został wraz z rodzicami ewakuowany w głąb Rosji, skąd powrócił do Polski w 1918. W 1933 zdał maturę. W 1939 ukończył na Politechnice Warszawskiej studia w zakresie budownictwa wodnego i lądowego. Był uczniem Karola Pomianowskiego.
W okresie gimnazjalnym zaangażował się w działalność polityczną – był członkiem Związku Młodzieży Szkolnej (przybudówki Komunistycznego Związku Młodzieży Polski), Związku Niezależnej Młodzieży Socjalistycznej „Życie”, Sekcji Młodych Klubu Demokratycznego, Komitecie Porozumiewawczym Młodzieży Komunistycznej Wyższych Uczelni (działających w ramach KZMP), Międzynarodowej Organizacji Pomocy Rewolucjonistom.
Na początku II wojny światowej znajdował się na obszarze okupowanym przez Związek Sowiecki – we Lwowie, a później w Łomży. Działał w polskim aktywie zgrupowanym wokół Powiatowego Komitetu WKP(b). Pracował w budownictwie i gospodarce komunalnej na stanowiskach kierowniczych i głównego inżyniera. Na początku wojny sowiecko-niemieckiej w 1941 przedostał się do Warszawy. Pracował tam dorywczo i uczestniczył w konspiracji Gwardii Ludowej. W 1943 wstąpił do Polskiej Partii Robotniczej.
Po zakończeniu wojny wstąpił do Polskiej Zjednoczonej Partii Robotniczej. Delegat na IV i V Zjazd PZPR. Pracował u Pełnomocnika Komitetu Ekonomicznego Rady Ministrów na m. Kraków. Następnie był wicekomisarzem Żeglugi Śródlądowej na górnej Wiśle. W czerwcu 1945 został delegowany do Dyrekcji Okręgowej Kolei Państwowych (DOKP) w Gdańsku do prac przy odbudowie zniszczeń wojennych na odcinku Gdańsk-Gdynia. Od końca 1946 w Ministerstwie Odbudowy. W latach 1947–1949 był dyrektorem administracyjnym przedsiębiorstwa Hydrotrest. Od 1949 do 1952 pracował w Komitecie Centralnym PZPR, w sektorze inwestycji i budownictwa w Wydziale Ekonomicznym i przemysłu ciężkiego jako instruktor i starszy instruktor. Pełnił funkcje podsekretarza stanu w Ministerstwie Przemysłu Materiałów Budowlanych (1953–1956), Ministerstwie Żeglugi (1956–1957), Ministerstwie Żeglugi i Gospodarki Wodnej (1957–1960). Był współtwórcą i pierwszym prezesem Centralnego Urzędu Gospodarki Wodnej (1960–1968). W latach 1969–1973 Konsul Generalny PRL w Kijowie. 
Był wiceprzewodniczącym Komisji Inżynierii i Gospodarki Wodnej PAN, członkiem Komitetu Nauki i Techniki. Był wieloletnim redaktorem naczelnym Gospodarki Wodnej.
Syn Kazimierza i Marii. Pochowany na Cmentarzu Wojskowym na Powązkach.